# Dischidia alternans
Dischidia alternans är en oleanderväxtart som beskrevs av Rudolf Schlechter. Dischidia alternans ingår i släktet Dischidia och familjen oleanderväxter. Inga underarter finns listade i Catalogue of Life.